# NETZ Bangladesch
NETZ Partnerschaft für Entwicklung und Gerechtigkeit e.V. (kurz: NETZ Bangladesch) ist eine konfessionell und politisch unabhängige Nichtregierungsorganisation mit Sitz in Wetzlar und Büros in Wetzlar und Berlin, sowie in Dhaka, Bangladesch. Seit der Vereinsgründung im Jahr 1989 hat NETZ rund 57 Mio. Euro (Stand: 2022) in die Zivilgesellschaften von Bangladesch, Nepal und Indien investiert. Zu den Arbeitsschwerpunkten der Hilfsorganisation zählen Ernährungssicherung, Förderung von Grundschulbildung und Stärkung der Menschenrechte. Sämtliche Projekte werden in Zusammenarbeit mit lokalen Partnerorganisationen in Bangladesch und Indien geplant, durchgeführt und evaluiert. In Deutschland arbeitet NETZ über die eigene Bildungs-, Öffentlichkeits- und Lobbyarbeit für globale Gerechtigkeit und nachhaltige Entwicklung.
NETZ ist seit 2002 Träger des Spenden-Siegels des Deutschen Zentralinstituts für soziale Fragen (DZI) und Mitunterzeichner der Initiative Transparente Zivilgesellschaft.

## Geschichte
NETZ Bangladesch wurde im Jahr 1989 in Bonn gegründet und geht ursprünglich aus der 1979 ins Leben gerufenen NETZ-Zeitschrift hervor. Seit 1991 beschäftigt NETZ hauptamtlich tätige Mitarbeiter.

## Arbeitsschwerpunkte

### Projektarbeit in Bangladesch und Indien
Im Fokus der Projektarbeit in Bangladesch stehen marginalisierte Bevölkerungsgruppen: Menschen in extremer Armut, religiöse Minderheiten sowie indigene Gruppen, Menschen mit Behinderung, alleinstehende und verwitwete Frauen. Die Arbeitsschwerpunkte liegen dabei in den drei Bereichen Ernährungssicherung, Grundschulbildung und Menschenrechte. Die Selbsthilfe-Projekte werden in Zusammenarbeit mit der lokalen Bevölkerung über Partnerorganisationen in Bangladesch entwickelt und durchgeführt. Der Aufbau von Klimaresilienz ist integraler Bestandteil dieser Projekte. Im Falle von Naturkatastrophen leistet NETZ humanitäre Hilfe.

#### Ernährungssicherung
Im Projektschwerpunkt „Ein Leben lang genug Reis“ arbeiten NETZ und die Partnerorganisationen für die Überwindung von Hunger, Mangelernährung und den Aufbau einer nachhaltigen, zukunftssicheren Existenz. Ein weiteres Ziel des Programms ist die gesellschaftliche Partizipation Einzelner. Alle abgewickelten Projekte orientieren sich dabei an fünf strukturellen Grundpfeilern:
- Nicht-rückzahlbares Startkapital für einen eigenen Kleinbetrieb (z. B. Nutztiere, Saatgut).
- Schulung der Frauen (Landwirtschaft und Viehzucht, Gründung kleinerer Geschäfte, Frauen- und Bürgerrechte, Gesundheitsvorsorge).
- beratende Begleitung in den ersten Jahren.
- Gründung von Selbsthilfestrukturen auf lokaler und globaler Ebene.
- eigenständige Interessenvertretung zur Durchsetzung rechtlicher Ansprüche und der Inanspruchnahme staatlicher Leistungen.

#### Grundbildung
NETZ fördert den Zugang zu inklusiver Grundbildung für Kinder vorrangig in weit abgelegenen Regionen des ländlichen Bangladeschs, die unzureichend mit staatlichen Grundschulen versorgt sind. Im Fokus des Programms steht eine qualitativ hochwertige Schulbildung für Kinder aller Bevölkerungsgruppen, die über kindgerechte Lehr- und Lernmethoden vermittelt wird. Das NETZ-Grundbildungsprogramm umfasst dabei vier Schultypen:
- Anandalok-Schulen (langfristig angelegte, nicht-staatliche Schulen in Trägerschaft der Dorfgemeinschaft).
- Dorfschulen (nicht-staatliche Schulen zur kurzfristigen Abdeckung des Grundbildungsbedarfs in schwer zugänglichen Regionen).
- Staatliche Grundschulen (Förderung der Lehrkräfte durch Fortbildungen und Einbezug von Bildungs-Sozialarbeitern zur Verbesserung der Unterrichtsqualität).
- Vorschulen (zur gezielten Förderung frühkindlicher Entwicklung).

#### Menschenrechtsverteidigung
In seinem Menschenrechtsprogramm unterstützt NETZ gemeinsam mit Menschenrechtsorganisationen Aktivisten im Einsatz gegen jegliche Formen von Diskriminierung, Frühverheiratung und Gewalt. Menschenrechtsgruppen werden gestärkt, um Schulungen, Analysen, öffentliche Aktionen und die gewaltfreie Transformation von Konflikten durchzuführen.

#### Katastrophenhilfe
Als eines der stärksten von Überschwemmungen gefährdeten Länder führen die jährlichen Monsunregenfälle in Bangladesch regelmäßig zu katastrophalen Situationen. In solchen Fällen leistet NETZ gemeinsam mit lokalen Partnerorganisationen Katastrophenhilfe und unterstützt die Notversorgung mit Lebensmitteln sowie den Wiederaufbau in den Dörfern.

### Aktivitäten in Deutschland

#### Bildungsarbeit
Die Bildungsarbeit von NETZ fördert den kulturellen Austausch zwischen Bangladesch und Deutschland. Dies geschieht durch Austauschbesuche, Förderung kultureller Sensibilität und gemeinsamen öffentlichen Veranstaltungen. Diese Veranstaltungen beruhen auf dem Bildungskonzept des Globalen Lernens und beschäftigen sich mit globaler Gerechtigkeit und den Lebensbedingungen in Bangladesch. Sie finden statt in Schulen, Gemeinden oder Vereinen. Bei den Teilnehmern soll hierüber ein differenziertes Verständnis von Entwicklungszusammenarbeit geweckt werden.
Seit 1991 entsendet NETZ Freiwillige nach Bangladesch und ist seit 2008 Entsendeorganisation des entwicklungspolitischen Freiwilligendienstes weltwärts des Bundesministeriums für wirtschaftliche Zusammenarbeit und Entwicklung (BMZ). Gegenwärtig erlaubt die Sicherheitslage keine Entsendung, sodass der Freiwilligendienst auf unbestimmte Zeit pausiert wurde.

#### Öffentlichkeitsarbeit
Im Zentrum der Öffentlichkeitsarbeit steht die Berichterstattung über aktuelle gesellschaftspolitische Entwicklungen in Bangladesch und die Begleitung von Bildungsveranstaltungen des deutschlandweiten Freiwilligennetzwerks. Zudem erscheint die Bangladesch-Zeitschrift mit Schwerpunktthemen zu Gesellschaft, Kultur und Politik in Bangladesch.

#### Kampagnen- und Lobbyarbeit
NETZ engagiert sich im politischen Dialog über die zentrale politische Interessenvertretung „Bangladesch-Forum,“ das NETZ zugleich geschäftsführend verwaltet. Das Bangladesch-Forum sieht sich als Zusammenschluss von Hilfs- und Menschenrechtsorganisationen (u. a. Amnesty International Deutschland, Brot für die Welt, Misereor), Bangladeschis in Deutschland und Wissenschaftlern, die zu Bangladesch arbeiten. Mit dem Ziel einer stärkeren Positionierung Bangladeschs in der öffentlichen Wahrnehmung und bei politischen Entscheidungen unterstützt das Bangladesch-Forum politische Entscheidungsträger mit Fach- und Regionalexpertise. Die Arbeit zirkuliert dabei um die Frage nach der nachhaltigen Stärkung der bangladeschischen Zivilgesellschaft in den Bereichen Armutsbekämpfung und Ernährungssicherheit sowie Menschenrechte.

## Finanzierung
Die Einnahmen und Ausgaben werden in den jeweiligen Jahresberichten. veröffentlicht
Im Jahr 2022 betrugen die Einnahmen des Vereins 7,2 Millionen Euro. Der größte Anteil bestand aus staatlichen Zuschüssen und lag bei 5,7 Millionen Euro. Die Spenden beliefen sich im selben Jahr auf 653.247,75,- Euro.
Der Hauptanteil der Mittel fließt in die Entwicklungszusammenarbeit in Bangladesch, Indien und Nepal.
Im Jahr 2019 erhielt der Verein eine Förderung durch die SKala-Initiative in Höhe von 1,5 Millionen Euro.

## Organisationsstruktur

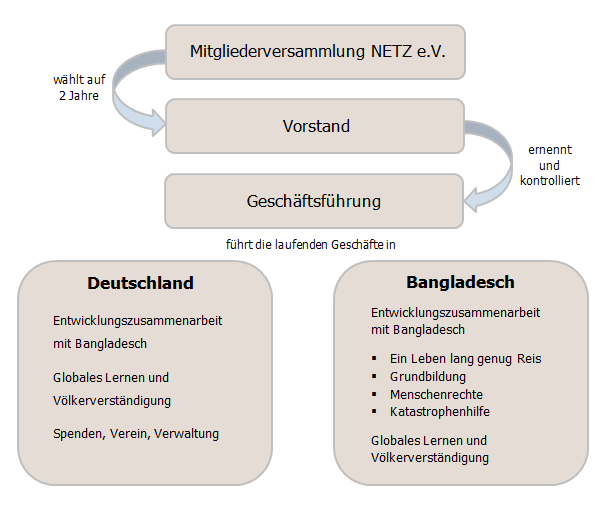
Vereinsaufbau

NETZ ist als gemeinnützig anerkannter eingetragener Verein (e.V.) mit gegenwärtig 263 stimmberechtigten Mitgliedern (Stand: März 2019) registriert. Die höchste Instanz ist die Mitgliederversammlung. Sie beschließt Grundsatzangelegenheiten sowie Satzungsänderungen des Vereins und wählt den ehrenamtlichen Vorstand. Der Vorstand wird alle zwei Jahre neu gewählt. Er beschließt u. a. die Förderung von Projekten und das Jahresbudget und beruft die Geschäftsführung. Die Mitarbeiter sind sowohl in Deutschland als auch in Bangladesch hauptamtlich für NETZ tätig.

## Mitgliedschaften und Kooperationen

### Mitgliedschaften in Dachverbänden, Netzwerken und Kampagnen
- AGDF, Aktionsgemeinschaft Dienst für den Frieden
- Bangladesch-Forum[22] (Politische Interessenvertretung von zu Bangladesch arbeitenden Entwicklungsorganisationen, Wissenschaftlern und in Deutschland lebenden Bangladeschis)
- EPN, Entwicklungspolitisches Netzwerk Hessen[23]
- VENRO, Verband Entwicklungspolitik und Humanitäre Hilfe deutscher Nichtregierungsorganisationen

### Kooperationspartner in Bangladesch, Indien und Nepal
NETZ verwirklicht die Planung und Umsetzung der Projektarbeit in Bangladesch und Indien gemeinsam mit dreizehn Partnerorganisationen (Stand 2022):
- Anandalok Trust
- Agrogoti Sangstha
- Ashrai
- Bangladesh Resource Centre for Indigenous Knowledge (BARCIK)
- DASCHO Foundation
- Development Research Communication and Services Centre (DRSC)
- Jagorani Chakra Foundation (JCF)
- Manab Kallyan (MKP)
- Mahideb Jubo Somaj Kallayan Somity (MJSKS)
- NETZ Büro, Dhaka
- Pollisree
- Research Initiatives Bangladesh (RIB)
- Samata Foundation

### Kooperationspartner in Deutschland und Europa
- Aktionsgemeinschaft Dienst für den Frieden
- Brot für die Welt
- Childaid Network Stiftung
- Ensinger-Stiftung
- Entwicklungshilfe-Klub Wien
- Familie Nowak Stiftung
- Futura
- German Doctors
- Kindermissionswerk ,Die Sternsinger‘ e.V.
- MISEREOR
- NETZ Baden-Württemberg e.V.
- Rivera Stiftung
- Rotary Clubs in Deutschland
- Schöck-Familien Stiftung
- SKala-Initiative
- Stiftung Umverteilen

## Publikationen
NETZ informiert in regelmäßigen Abständen über aktuelle gesellschaftliche Themen und Geschehnisse in Bangladesch und der Organisation.
- Bangladesch-Zeitschrift[24]
- Newsletter (monatlich)
- Jahresbericht (jährlich)

Darüber hinaus veröffentlicht die Organisation seit vielen Jahren Bücher und DVDs rund um gesellschaftspolitische Themen in Bangladesch.